# Pseudolestes mirabilis
Pseudolestes mirabilis (лат.) — вид стрекоз подотряда равнокрылые стрекозы, единственный представитель семейства Pseudolestidae.

## Описание
У самок и самцов задние крылья на четверть короче передних. На нижней стороне задних крыльев самцов имеются серебристо-блестящие пятна, верхняя часть крыла в этом месте медного цвета. Более крупное пятно располагается ближе к основанию крыла, второе — на вершине. Блеск нижних пятен обусловлен восковым налётом. Коэффициент отражения белого цвета пятен этого вида самый высокий по сравнению со всеми другими известными видами стрекоз.
Личинки тёмно-коричневые без рисунка из пятен и полос. На нижней стороне последнего сегмента брюшка имеется пучок брюшных жабр. Хвостовые жабры личинок мешковидные.

## Экология
Личинки развиваются обычно в небольших лесных ручьях с каменистым дном. Вылет имаго происходит с конца марта до начала мая. Для самцов характерно территориальное поведение. Индивидуальный участок каждого самца около 0,5-1 м. При встрече с другим самцом этого вида они устраивают драки продолжительностью обычно до двух минут. В редких случаях бой может продолжаться до 60 минут.

## Классификация
Вид описан в 1900 году Уильямом Кёрби, который поместил его в отдельное подсемейство Pseudolestinae. В 1957 году Фредерик Фрейзер повысил его статус до самостоятельного семейства Pseudolestidae. Некоторые авторы относили Pseudolestes mirabilis к семейству Megapodagrionidae. В дальнейшем самостоятельность семейства Pseudolestidae была подтверждена, хотя родственные связи остаются неясными.

## Распространение
Эндемик острова Хайнань